# كارل بنجامين بوير
كارل بنجامين بوير (بالإنجليزية: Carl Benjamin Boyer)‏ هو مؤرخ ورياضياتي أمريكي، ولد في 3 نوفمبر 1906 في هيلرتاون في الولايات المتحدة، وتوفي في 26 أبريل 1976 في نيويورك في الولايات المتحدة.